# Creu de terme de Benifallet
La creu de terme de Benifallet és una creu de terme inclosa en l'Inventari del Patrimoni Arquitectònic de Catalunya a Benifallet (Baix Ebre).

## Descripció
És emplaçada a la sortida del poble en direcció a Rasquera. La seva base, de secció octogonal, conté gravades les següents paraules: "Christus-vincit-Christus-regnat-Christus-imperat-Amen-Anno 1962", distribuïdes una a cada cada cara de la base. La columna de la creu sembla molt antiga. És de secció circular, més ampla a la part inferior que a la superior, amb el fust acanalat i bossell massís. Està coronada per una creu de pedra que, a l'anvers, presenta una inscripció gravada: "En Via Cruce" i al revers "I. N. R. I". Durant la Guerra Civil va ser llevada del seu lloc, però després es va aixecar de nou l'any 1962.

## Història
Segons la definició donada per l'Enciclopèdia Espasa, la creu, encara que és un signe representatiu del poble cristià, és un element que no es va manifestar exteriorment durant els tres primers segles de la nostra era. En primer lloc, pel caràcter una mica mistèric d'aquest culte, però també perquè era el símbol d'un dels pitjors càstigs entre les lleis romanes: la crucifixió dels criminals. No serà fins al segle iv, amb la pau que coneix el cristianisme a partir de l'emperador Constantí, quan la creu va ser representada públicament.
A partir de l'Edat Mitjana s'emprarà per assenyalar els límits de les propietats i dels termes dels pobles, així com seran indicadores de l'entrada en aquests. Es coneixeran com a "Creus de Terme".
Seguint encara l'Espasa: "(...) muchas han sido derruidas en el último tercio del pasado siglo" (XIX).